# Xung đột Nagorno-Karabakh
Xung đột Nagorno-Karabakh là xung đột sắc tộc  và lãnh thổ giữa Armenia và Azerbaijan về khu vực tranh chấp Nagorno-Karabakh, nơi sinh sống chủ yếu của người Armenia,  và bảy huyện xung quanh, chủ yếu là nơi sinh sống của người Azerbaijan cho đến khi họ sơ tán trong chiến tranh Nagorno-Karabakh lần thứ nhất. Một số vùng lãnh thổ này trên thực tế được kiểm soát, và một số lãnh thổ do Cộng hòa Artsakh ly khai tuyên bố chủ quyền mặc dù chúng đã được quốc tế công nhận là một phần của Azerbaijan. Xung đột bắt nguồn từ đầu thế kỷ 20, nhưng xung đột hiện tại bắt đầu vào năm 1988, khi người Armenia ở Karabakh yêu cầu chuyển Karabakh từ Azerbaijan thuộc Liên Xô sang Armenia thuộc Liên Xô. Xung đột leo thang thành một cuộc chiến toàn diện vào đầu những năm 1990, sau đó chuyển thành một cuộc xung đột cường độ thấp cho đến khi leo thang 4 ngày vào tháng 4 năm 2016 và sau đó thành một cuộc chiến toàn diện khác vào năm 2020.
Một lệnh ngừng bắn được ký kết vào năm 1994 tại Bishkek được theo sau bởi hai thập kỷ ổn định tương đối, điều này xấu đi đáng kể cùng với sự thất vọng ngày càng tăng của Azerbaijan với hiện trạng, trái ngược với nỗ lực của Armenia nhằm củng cố nó. Lần leo thang bốn ngày vào tháng 4 năm 2016 đã trở thành vụ vi phạm ngừng bắn chết người nhất cho đến khi xảy ra xung đột năm 2020. Hiệp định đình chiến dự kiến được thiết lập bằng thỏa thuận ngừng bắn ba bên vào ngày 10 tháng 11 năm 2020, theo đó hầu hết các lãnh thổ bị Azerbaijan đánh mất trong cuộc chiến tranh Nagorno-Karabakh lần thứ nhất thuộc quyền kiểm soát của Azerbaijan. Tổng thống Azerbaijan, Ilham Aliyev, tuyên bố rằng cuộc xung đột như vậy đã kết thúc; tuy nhiên, thỏa thuận ngừng bắn được theo sau bởi cuộc khủng hoảng biên giới Armenia-Azerbaijan 2021–2022 từ tháng 5 năm 2021 trở đi, với thương vong liên tục từ cả hai bên.